# Сборная Кыргызстана по пляжному футболу
Сборная Кыргызстана по пляжному футболу — национальная команда, которая представляет Кыргызстан на международных соревновательных дисциплинах по пляжному футболу.

## История
Намерение развивать пляжный футбол в Кыргызстане впервые было озвучено в 2010 году. В 2018 году в стране был разыгран первый в истории Кубок Кыргызстана по пляжному футболу. В 2019 году сборная Кыргызстана по пляжному футболу приняла участие в чемпионате Азии, став единственным дебютантом турнира. Накануне старта турнира команда считалась аутсайдером турнира. До старта соревнований киргизы прошли два учебно-тренировочных сбора на родине, а затем провели тренировки в Паттайе (Таиланд), где проходил турнир. Свой первый матч в истории Кыргызстан проиграл сборной ОАЭ, одному из фаворитов турнира, со счётом 1:6. Единственный мяч за киргизскую сборную оформил Урмат Дюшенов. В двух остальных матчах группового этапа Кыргызстан уступил Ливану (2:11) и Китаю (3:9), после чего покинула турнир.
В 2020 году было объявлено о планах киргизской сборной принять участие в Евразийской лиге. Для подготовки к турниру по итогам прошедшего розыгрыша Кубка Кыргызстана были отобраны 20 спортсменов, часть из которых ранее выступали в мини-футбольных соревнованиях. Тренером команды был назначен Марат Дуванаев, а в качестве тренера-консультанта был приглашён Виктор Чорный из Казахстана. Однако из-за пандемии COVID-19 сборная не смогла принять участие в состязаниях.
Во второй раз на чемпионате Азии сборная Кыргызстана выступила в марте 2023 года. Первые два матча команда проиграла Оману (0:7) и Палестине (2:3). Основное время третьего матча с Кувейтом киргизские футболисты свели к ничьей — 4:4, а в серии пенальти сильнее оказались представители Кувейта — 2:3. В мае того же года команда была приглашена для участия в Кубке арабских стран. Во всех трёх матчах группового этапа сборная Кыргызстана была слабее своих соперников, уступив Египту (2:6), Палестине (1:5) и Оману (0:14).

## Кубок Азии
| Год   | Раунд          | И | В | П | ГЗ | ГП | +/- |
| ----- | -------------- | - | - | - | -- | -- | --- |
| 2019  | групповой этап | 3 | 0 | 3 | 6  | 26 | −20 |
| 2023  | групповой этап | 3 | 0 | 3 | 6  | 14 | −8  |
| Всего | 1/9            | 6 | 0 | 3 | 12 | 40 | −28 |